# 中国航天科技集团
中国航天科技集团有限公司（英語：China Aerospace Science and Technology Corporation），简称航天科技集团，是中华人民共和国一家主要从事航天工业设计、制造、发射与维护的特大型中央企业。
航天科技集团总部位于北京。公司业务涉及发射航天器、载人飞船、人造卫星（通讯卫星、气象卫星、科学试验卫星和地球资源卫星），以及战略、战术导弹等。“神舟”系列载人飞船和“长征”系列运载火箭为公司著名产品。

## 历史
1958年，中华人民共和国国防部第五研究院成立，首任院长为钱学森。早期主要研究项目是导弹或火箭等战略武器。该院与哈军工导弹工程系有密切关系，其许多研究人员来自哈军工。其后相继改为中华人民共和国第七机械工业部、中华人民共和国航天工业部。
1999年經歷市場化效率改革，中国航天科技集团成立，公司開始以生產太空裝備訂單為主。
2017年，中国航天科技集团公司由全民所有制企业改制為国有独资有限公司，改名中国航天科技集团有限公司。

## 历任领导

### 中国航天科技集团董事长
国防部第五研究院院长
1. 钱学森（1956年－1960年）
2. 刘亚楼（1960年－1962年）
3. 王秉璋（1962年－1964年）

中华人民共和国第七机械工业部部长
1. 王秉璋（1964年－1975年）
2. 汪洋（1975年－1977年）
3. 宋任穷（1977年－1978年）
4. 郑天翔（1978年－1982年）

中华人民共和国航天工业部部长
1. 张钧（1982年－1985年）
2. 李绪鄂（1985年－1988年）
3. 林宗棠（1988年－1993年）

中国航天工业总公司总经理
1. 刘纪原（1993年－1999年）

中国航天科技集团公司董事长
1. 王礼恒（1999年－2001年）
2. 张庆伟（2001年－2007年）
3. 马兴瑞（2007年－2013年）
4. 许达哲（2013年4月－2013年12月）
5. 雷凡培（2014年5月－2017年12月）

中国航天科技集团有限公司董事长
1. 雷凡培（2017年12月－2018年3月）
2. 吴燕生（2018年5月 - 2023年12月27日）
3. 陈鸣波（2024年3月－）

### 中国航天科技集团总经理
- 马兴瑞（2007年－2013年）
- 袁洁 （2018年 - 2020年）[5]
- 徐强 （2020年7月 - 2022年2月）[6]
- 张忠阳（2022年2月 - ）

中国航天科技集团副总经理
- 袁家军（2007年11月－2011年5月30日）

## 组织架构

### 大型科研生产联合体
- 中国运载火箭技术研究院（CALT）
- 航天动力技术研究院（AASPT）
- 中国空间技术研究院（CAST）
- 航天推进技术研究院（AALPT，下屬西安航天动力研究所是液体火箭发动机的研究、设计单位。[7]研究所1958年创建于北京，后迁至西安。[8]）
- 四川航天技术研究院（SAAT）
- 上海航天技术研究院（SAST）
- 中国航天电子技术研究院（CAAET）
- 中国航天空气动力技术研究院（CAAA）

### 专业公司
- 中国卫通集团有限公司
- 中国乐凯集团有限公司
- 中国长城工业集团有限公司（德语：China Great Wall Industry Corporation）
- 中国四维测绘技术有限公司
- 航天科技财务有限责任公司
- 航天投资控股有限公司
- 中国国际航天控股有限公司
- 北京神舟航天软件技术有限公司
- 深圳航天科技创新研究院
- 东方红卫星移动通信有限公司

### 直属事业单位
- 中国航天系统科学与工程研究院
- 航天标准化与产品保证研究院
- 中国航天科技国际交流中心
- 航天档案馆
- 航天通信中心

## 财务
| 年份 | 总营业收入         | 总利润            | 一院营业收入 | 一院利润 | 五院营业收入 | 五院利润 | 八院营业收入 | 八院利润 |
| 2020 | 2677.4亿（▲7%）    | 241.1亿（▲11.7%） | （▲）        | （▲）    | （▲）        | （▲）    | （▲）        | （▲）    |
| 2018 | 2513亿（▲8.6%）    | 207.3亿（▲5.6%）  | （▲）        | （▲）    | （▲）        | （▲）    | （▲）        | （▲）    |
| 2017 | 2320.4亿（▲8.8%）  | 196.5亿（▲11%）   | （▲）        | （▲）    | （▲）        | （▲）    | （▲）        | （▲）    |
| 2016 | 2131亿（▲11%）     | 176亿（▲13.4%）   | （▲）        | （▲）    | （▲）        | （▲）    | （▲）        | （▲）    |
| 2015 | 1921亿（▲14.7%）   | 155.5亿（▲26.2%） | （▲）        | （▲）    | （▲）        | （▲）    | （▲）        | （▲）    |
| 2014 | 1680.7亿（▲18.1%） | 125.1亿（▲11.4%） | （▲）        | （▲）    | （▲）        | （▲）    | （▲）        | （▲）    |
| ---- | ------------------ | ----------------- | ------------ | -------- | ------------ | -------- | ------------ | -------- |